# Tim Knudsen
Tim Knudsen (født 5. maj 1945 i København) er professor (nu emeritus), historiker og forfatter og i en årrække tilknyttet Institut for Statskundskab, Københavns Universitet. Han gik på pension i 2012.
Han er optaget i Det Kongelige Danske Selskab til Fædrelandets Historie. Tim Knudsen fik Sven Henningsen-prisen i 2007 for værket Fra folkestyre til markedsdemokrati.
Tim Knudsen er uddannet cand.phil. i samfundsfag (1978), cand.mag. (1980) og lic.adm.pol. (1985), alle på Københavns Universitet.
Tim Knudsen udgav i oktober 2020 bind I-III i et fembindsværk om danske statsministre kaldet Statsministeren.
Blandt øvrige udgivelser kan nævnes, at Tim Knudsens faglige forfatterskab omfatter seks sprog. Han har bl.a. udgivet ”Storbyen støbes” (1988), ”Den danske stat i Europa” (1993), ”Dansk statsbygning” (1995), ”Offentlighed i det offentlige” (2003), ”Fra enevælde til folkestyre” (2006) og ”Fra folkestyre til markedsdemokrati” (2007) og "Ansvaret der forsvandt" (2014) sammen med Pernille Boye Koch. Han er derudover redaktør og bidragyder til en række antologier: "Welfare Administration in Denmark" (1991), Dansk Forvaltningshistorie I –II (2000), "Regering og embedsmænd" (2000) og ”Kernebegreber i politik” (2004). Derudover har han alene og sammen med andre udgivet en lang række faglige artikler.